# مضاد نمطي للذهان
مضاد نمطي للذهان فئة من الأدوية المستخدمة لعلاج الامراض النفسية.الأدوية المضادة للذهان في علاج مرض االفُصَام.
العقاقير المضادة للذهان إحدى الدعامات الأساسية في التعامل مع الشيزوفرينيا – الفصام منذ إدخال الكلوربرومازين قيد الاستخدام أواسط الخمسينات من القرن العشرين. وعدا عن تأثيراتها الأخرى فإن هذه الأدوية النمطية، مثل الكلوريرومازين والهاليبريدول Haleperidol ككابح لمستقبلات دي2 للدوبامين Dopamine D2 Receptor Blockers لها تأثير فعال. ويعتبر العقاران المذكوران ذا فعالية قوية في التخفيف من شدة الأعراض ذات المظهر الإيجابي positive symptoms مثل الهذاءات وتشوش المفاهيم والهلاوس، ولكن أثرها في الأعراض السلبية لا يكاد يذكر – مثلا ضحالة وتسطح الوجدان، وفقر التعبير اللفظي alogia وانعدام الإرادة
abulia, avolition ومحدودية الاستجابة العاطفية، أي عدم القدرة على استجابة الفرح anhydonia 
أدت الثورة الحديثة في الطب النفسي إلى اكتشاف عدد من الأدوية المضادة للفصام والتي تقوم بعمل رائع خلال أيام ولا تسبب أعراض جانبية خطيرة أو أي شكل من أشكال الإدمان. منذ أوائل تسعينات القرن 20 أخذت النظرة التقليدية لعلاج الفصام «الشيزوفرينيا» تشهد تغيرا عقب نشر دراسة مقارنة بينت أن عقار الكلوزابين clozapine أكثر فاعلية من الكلوربرومازين لدى الأشخاص المصابين بالفصام المنيع أي غير المستجيب للمعالجة، كما عند ذوي المقدرة المتدنية لتحمل الآثار الجانبية. ومن ثم بدء في استخدام هذا العقار الجديد عند هؤلاء المرضى.وتبع ذلك بسرعة، إدخال مركبات تالية anhydonia  وأهمها الريسبريدال Risperdal والزيبركسا Zyprexa والسوليان Solian وغيرها وغيرها.